# یان سویتاک
یان سویتاک (چکی: Jan Sviták; ۲۳ دسامبر ۱۸۹۸ – ۱۱ مهٔ ۱۹۴۵) کارگردان فیلم، بازیگر سینما و تئاتر اهل کشور چکسلواکی بود. او یکی از بازیگران مهم فیلم چکسلواکی در دوران بین دو جنگ و در طول جنگ جهانی دوم بود. سویتاک مدت کوتاهی پس از آزادسازی پراگ در سال ۱۹۴۵ به قتل رسید.
از فیلم‌ها یا برنامه‌های تلویزیونی که وی در آن نقش داشته‌است می‌توان به خلسه اشاره کرد.